# 王厦材
王 厦材（おう かざい、1898年10月 – 没年不詳）は中華民国の政治家・教育者。冀東防共自治政府と南京国民政府（汪兆銘政権）で各職を歴任した。

## 事績
北京大学文科を卒業。上海南方大学と上海文治大学で教務長を務めた。
1935年（民国24年）11月24日、冀東防共自治委員会が成立した。この際に王厦材は、委員長・殷汝耕の下にある8委員の1人となった。翌月に冀東防共自治政府へ改組されると、王は教育庁長兼建設庁長に任命される。1936年（民国25年）秋に教育庁長の兼務を解かれ（後任は劉雲笙）、建設庁長の専任となった。1937年（民国26年）7月29日に通州事件が発生すると、財政庁長・趙従懿と共に王がこれに巻き込まれ殺害されたとの情報が流れたが、実際には両名とも生存している。8月2日には王は北平に在り、冀東防共自治政府臨時弁事処の交通組で執務を開始した。
中華民国臨時政府が北京で成立すると、王厦材は国立北京女子師範学院の教授兼文科主任を務めた。1940年（民国29年）10月5日、汪兆銘政権の浙江省政府で建設庁長兼委員に任命されている。1941年（民国30年）8月29日に建設庁長の兼任を解かれ（委員専任）、10月4日に省政府秘書長を兼ねた。1942年（民国31年）8月3日、秘書長兼委員を退任した。
以後、王厦材の行方は不詳となっている。

## 注
1. 1 2 3 4  満蒙資料協会(1942)、57頁。
2. ↑  劉ほか編(1995)、1396頁。
3. ↑  高木(1937)、20-24頁。王以外の残る7人の委員は、池宗墨・張慶余・張硯田・李海天・趙雷・李允聲・殷体新。
4. ↑  高木(1937)、139頁。
5. ↑  両名の殺害を誤報した資料は、桜井徳太郎『新東亜建設の大道』玄海書房、1938年、50頁や正國務「特別資料 通州叛乱事変直前の殷汝耕会見記」『事業之日本』16巻9号、1937年9月、事業之日本社、35頁など複数ある。なお趙従懿については、『満華職員録 康徳九年・民国三十一年版』、満蒙資料協会、1941年、932頁に「国立新民学院嘱託教授」として記載されている（出身地を「北京」と誤記しているが（正しくは江西省南豊県）、生年（光緒13年）や留学歴（日本大学法科）につき矛盾がない）。
6. ↑  『同盟旬報』1巻5号、1937年8月上旬号、同盟通信社、201頁。臨時弁事処には四組が設置され、総務組では張仁蠡、財政組では張志遠と江華、治安組では劉宗紀がそれぞれ執務を担当した。
7. ↑  『中国文化情報』13号、1938年12月、上海自然科学研究所、80頁。満蒙資料協会(1942)、57頁によると、「教務長」を務めたとある。
8. ↑  劉ほか編(1995)、1109頁。
9. ↑  劉ほか編(1995)、1110頁。